# 戦火の馬
『戦火の馬』（せんかのうま、原題：War Horse）は、1982年に出版されたマイケル・モーパーゴによる小説。初版はイギリスのKaye & Ward から出版された。少年アルバートが共に育った馬のジョーイが第一次世界大戦で軍馬としてフランスに送られ、アルバートとジョーイが無事に帰宅するまでを物語っている。この小説は2007年に演劇『ウォー・ホース 〜戦火の馬〜』、2011年に映画『戦火の馬』の基となった。

## 背景

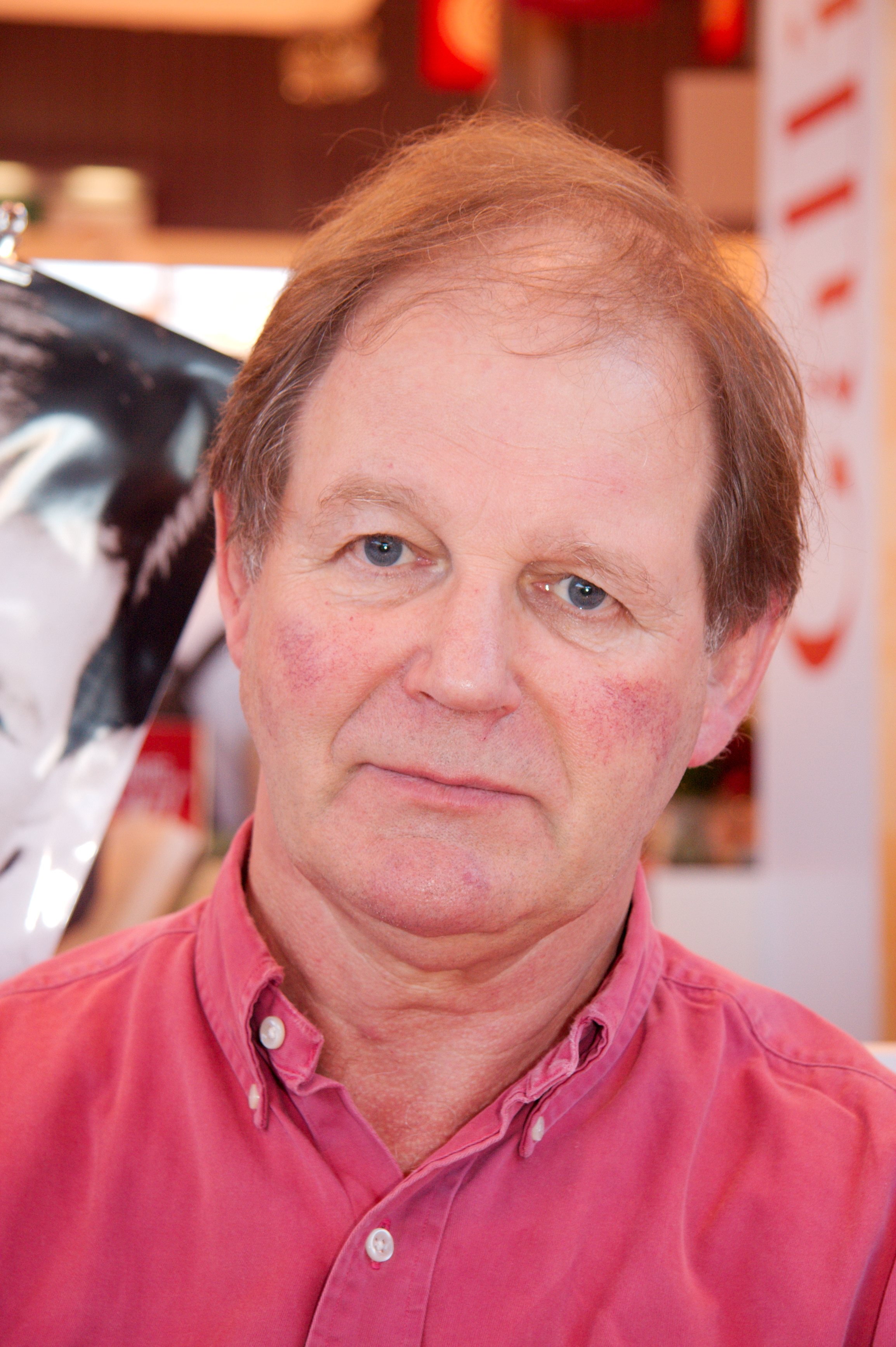
マイケル・モーパーゴ

本作はモーパーゴが住んでいたイングランド・デヴォンのイズリー (Iddesleigh) という村の第一次世界大戦の退役軍人たちの話が基になっている。デヴォンのヨーマン (自作農民)として馬と共に働き、イズリー村のパブで酔っ払っていた第一次世界大戦退役軍人のウィルフレッド・エリスと出会い、モーパーゴは大戦により世界中が困難に陥っている様子を馬の視点で描こうとしたが、うまくいくかどうか自信がなかった。モーパーゴは第一次世界大戦で騎兵隊に属していた他の村民のバジェット大尉、軍が村に軍需用の馬を買いに来たことを覚えていたアルバート・ウイークスに出会った。騎兵隊とともに戦ったバジェット大尉は、モーパーゴに、いかにすべての希望と恐怖を彼の馬に託したかを語った。エリスとバジェット大尉は彼に大戦における悲惨な状況と人間と動物の生命の喪失を話した。モーパーゴはこれらを研究した結果、イギリス側だけで100万頭の馬が死んだことがわかった。彼は全軍合計で1000万頭の馬が死んだと推定する。イギリスから海外へ送られた100万頭の馬のうち、帰ってきたのはわずか6万2000頭で、残りの馬たちは戦死したかフランスで食肉処理された。大戦はイギリスの男性人口に多大な影響を及ぼした。88万6000人の男性が死に、これは戦争に行ったうちの8人に1人、国全体の人口の2%に当たる。モーパーゴはこの3名のおかげで本を書き上げることができた。
モーパーゴは妻と共に、市内の子供達が地元の農家に1週間泊まり、農作業を体験するチャリティ団体であるFarms for City Children を立ち上げた。2010年12月、BBCラジオ4の『サタデー・ライヴ』でのファイ・グローバルによるインタビューで、モーパーゴはこの本について述べた。
バーミンガムから来たビリーという少年がこの農場に来た時、教師達は彼が吃音症であり、もし話しかけると彼は応えなくてはいけないと怯えさせてしまうので直接話しかけないようにと告げた。最後の夜、彼らが泊まっている農場のヴィクトリア調の大邸宅の後ろにある庭に行くと、スリッパを履いたビリーがランタンに照らされながら馬小屋の扉の前に立ち、話していたのだ。馬に向かい、何度も何度も話していたのだ。馬のヘービーは扉の上に頭をもたげ、話を聞いていた。この馬はここにいなくてはいけないと思っていたに違いない。なぜなら少年が話をしたくて、そして馬はそれを聞いていたかったのだ。私は野菜畑を通って教師達を連れてきて影に隠れ、ビリーが話すのを聞いていた。話すことができなかった子供がすらすらと話していることに皆驚いた。何の恐れもなく、馬と少年の間に親密さと信頼が生まれていることに私は非常に感動し、これで馬の視点から第一次世界大戦の物語を書く自信がついた。そう、馬に話を語らせよう。兵士を通して戦争の話をしよう。まずはイギリス兵で、次はドイツ兵、そして冬の間に馬と過ごすフランス人家族。これで第一次世界大戦で世界中が困難に陥ったことを描ける。それで私は6ヶ月かけて馬の気持ちで書いたのだ。
モーパーゴは後に「あの日の農場で私は少年が話すのをずっと聞いていて、もちろん馬が全てを理解する訳ではないが、私は馬がその子供のためにそこに留まっていることが重要であることを理解していたのだと確信した」と語った。
退役軍人達や馬のヘービーと共にいるビリーと出会った後、モーパーゴの妻クレアが残した油彩画からも本への影響を受けた。「その絵は恐ろしく奇怪であり、とても飾っておきたいとは思えないような作品だった。第一次世界大戦中、馬が有刺鉄線に引っ掛かっている絵だった。私はそれが忘れられなくなった」。1917年と記されたF・W・リードのその絵はイギリス騎兵隊がドイツ軍に突撃し、馬が有刺鉄線に引っ掛かっている様子が描かれている。物語の始め、モーパーゴはアーサーの語りとしてフィクションの絵を登場させている。白い十字が額にある赤毛の馬の絵と、伝説の熊の絵が描かれており、「ジョーイへ。1914年秋、ジェイムス・ニコルズ大尉が描く」と書いてある。

## あらすじ
ある日、テッド・ナラコットという名の男が若い馬を買う。テッドの息子のアルバートは彼をジョーイと名付け、彼を大好きになり、テッドが酔っているときに彼を守り、ジョーイの世話をする。ナラコットたちといる間、ジョーイはゾーイという名の馬にも出会う。ゾーイはジョーイの名前のもとになったところもある馬であり、彼はジョーイの癒しの源となる。
すぐに、テッドはアルバートが止める前に金と引き換えにジョーイを軍隊へ売ってしまう。アルバートは軍隊に加わろうとしたが、彼はそれには若すぎる。アルバートは、ジョーイのために年齢が十分になったら軍に入るという約束をする。ジョーイはパーキンス伍長によって軍隊のために訓練され、ジェームズ・ニコラス大尉が彼の乗り手となり、歩兵部隊を率いる。ジェームズ・スチュワートに乗られていた馬のトップソーンとジョーイはすぐ友達になる。しかしながら、ドイツ軍に対する突撃の間、ニコラスは殺される。スチュワートはジョーイの乗り手に、より重いがとても優しい神経質な男であるウォレン騎兵を割り当てる。
他の突撃中、敵の前線までトップソーンとジョーイがウォレンとスチュワートを運んでいると、多くのうちの二匹だけ、ドイツ人によって捕まえられてしまう。彼らはジョーイとトップソーンを病院まで救急の馬車を引くのに使い、そこでは二匹の馬は多くの命を救い、有名になり尊敬される。ドイツ人たちは前線近くの農園で暮らすエミリーと彼女の祖父に、ジョーイとトップソーンを世話することを許す。エミリーはアルバートがジョーイを愛したようにジョーイとトップソーンが大好きになり、彼らのあらゆる傷を癒し、毎晩エサを与える。 その後、戦闘があったので、ドイツ軍は彼らの病院をどこかへ移した。そしてエミリーと彼女の祖父はジョーイとトップソーンを飼い続けることを許され、農場のために使う。トップソーンは耕すために育てられていなかったが、ナラコットの農場で経験のあるジョーイから素早く学んだ。
しかしながら、ドイツ軍砲兵が彼らの農場のすぐ近くを通り、彼らはジョーイとトップソーンを大砲引きをさせるために持ち去る。二頭の馬は、フリードリヒに出会い、彼は彼らと友達になり、出来る限りの世話をしようとする。彼はトップソーンのことが大好きになり、軍人になりたくないという話をしたりする。ジョーイとトップソーンは大砲引きのわずかな生き残りのうちの二頭である。ある日、ジョーイと水を飲んだ後、トップソーンは心不全により亡くなる。ドイツ軍につづいて連合軍が砲撃を開始し、フリードリヒは殺された。連合軍の戦車を初めて見た後、ジョーイは恐怖の中で走り、有刺鉄線で傷ついたが、なんとか逃げる。連合軍たちと中央同盟軍たちは無人緩衝地帯で、傷ついたジョーイを見てコインをはじき、連合軍が所有権を勝ち取る。しかし、彼らが離れる前の友好的で平和な数分間は両者の間に絆を生み、もし戦争がなかったら何が出来たのかと思いをめぐらせる。
連合軍の獣医による手当の間、ジョーイはアルバートに世話をしてもらうこととなる。アルバートは病院で働き、デイヴィッドという名の友人がいる。アルバートは外見や、アルバートの口笛に対する反応でジョーイが自分の昔の馬であることに気付く。アルバートはかつてのように再びジョーイの世話を始める。戦争の終わりごろ、デイヴィッドと獣医病院の二頭の馬が迷い弾によって殺され、デイヴィッドは父のようにアルバートの面倒を見ていたのでアルバートは憂鬱になってしまう。終戦のとき、サンダー軍曹と残りの軍人たちの抗議にもかかわらずマーティン少佐はすべての馬を競りに出すつもりだと発表する。競りの間、サンダー軍曹が肉屋に負けそうになったとき、年老いた男が肉屋よりもより高い値をつけ、その男というのはジョーイを探していたエミリーの祖父だと明らかになる。エミリーの祖父はアルバートにジョーイとトップソーンがどのように農場に来たのかということやエミリーがジョーイとトップソーンが農場から連れて行かれた後、生きる意志を失いたった15歳で亡くなったことを話す。エミリーの祖父は、「彼女が誰も読まない墓石の名前だけになる」ことのないよう、彼女について人々に話す代わりにジョーイを安い値でアルバートに売る。アルバートとジョーイはイギリスに戻る。そこで彼らは平和に暮らし、ジョーイはアルバートの彼女のメイジーに会う。

## 受賞歴
1982年、ウィットブレッド賞次点となった。

## 派生作品
ニック・スタフォードにより舞台化された。舞台『ウォー・ホース 〜戦火の馬〜』はロンドンのロイヤル・ナショナル・シアターのオリヴィエ・シアターで初演された。2007年10月17日に開幕し、ハンドスプリング・パペット・カンパニーによる等身大の馬のパペットを使用したこの作品は批評家の称賛を受け、ローレンス・オリヴィエ賞、Evening Standard Theatre Award 、London Critics' Circle Theatre Award でデザイン賞を受賞した。2010年2月、アメリカ合衆国ニューヨーク州ニューヨークのブロードウェイで上演されることが発表された。
モーパーゴはサイモン・チャニング＝ウィリアムズとともに5年にわたり作品の映画脚本化に取り組んだが、結局頓挫した。2010年5月、リチャード・カーティスおよびリー・ホールの脚本によりスティーヴン・スピルバーグが監督する映画化が発表され、 ジェレミー・アーヴァインが主演することとなった。同年6月17日、全ての出演者が発表され、翌年2011年12月25日に公開された。
2008年11月8日、BBCラジオ2でラジオ版が放送された。ティモシー・スポールが主役のアルバート役、ブレンダ・ブレッシンが母親役、ボブ・ホスキンスがサンダー軍曹役の声を担当した。2011年11月11日、BBCラジオ4エクストラでRemembrance シリーズの特別番組として再放送された。

## 舞台
舞台化作品はニック・スタフォードの脚色により、2007年10月にロンドンサウス・バンクのロイヤル・ナショナル・オリヴィエ・シアターで初演された。
ウェスト・エンド版とブロードウェー版はマリアンヌ・エリオット・トム・モリス・トビー・セジウィックにより演出されている。

## 映画
小説及び舞台版を原作とし、スティーヴン・スピルバーグが監督をつとめた映画『戦火の馬』が2011年に公開された。

## その他
2011年2月11日から10月30日、ロンドンの Imperial War Museum で『Once Upon a Wartime – Classic War Stories for Children 』が開催され、戦争に関する児童文学5冊のうちの1冊に選ばれた。このイベントは物語の歴史的背景や、モーパーゴの直筆原稿などが展示された。
1982年初版のこの本は当初それほど多くの翻訳版が出なかった。スピルバーグによる映画化により、2011年終盤の公開に合わせて翻訳権の希望が多数寄せられた。
ニコルズ大尉により描かれたジョーイの絵で架空の村の役場に飾られているとされる、序文で言及される絵はモーパーゴによる創作である。しかし、舞台化の成功により、多くの観光客がモーパーゴが住むイズリーを訪れるようになり、村役場の絵を見たいと尋ねるようになった。2011年、モーパーゴはあるアーティストに村役場に飾るための油彩画を依頼した。このアーティストはスピルバーグの映画で馬の毛のメイク担当チーフであるアリ・バニスターで、映画のジョーイのスケッチも担当した
。
2011年10月、ロンドンのNational Army Museum で『War Horse: Fact & Fiction 』が開催され、戦時中に実際に馬がどのように使われたか、人間がどのように関わったか、また小説、舞台、映画についての展示が行なわれた。